# Constantin Fehrenbach

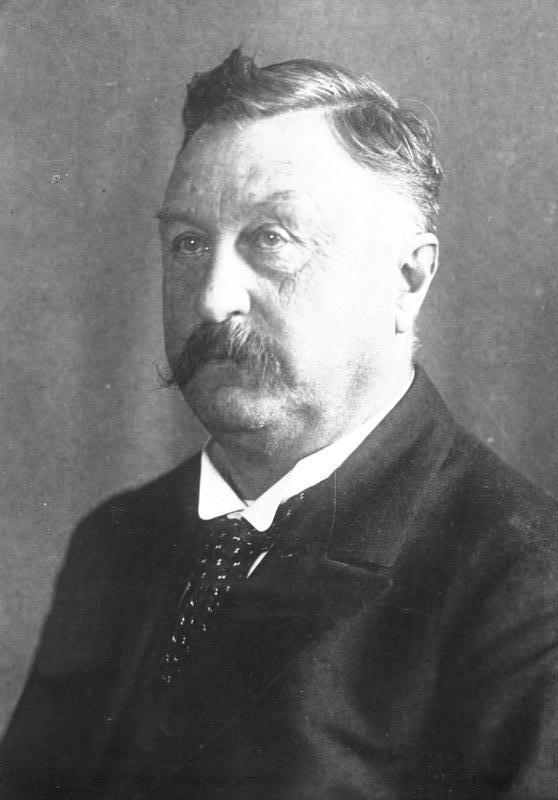
Constantin Fehrenbach (1913)

Constantin Fehrenbach (häufig auch Konstantin Fehrenbach; * 11. Januar 1852 in Wellendingen bei Bonndorf (Baden); † 26. März 1926 in Freiburg im Breisgau) war ein deutscher Politiker (Zentrum). Er war vom 25. Juni 1920 bis zum 4. Mai 1921 Reichskanzler der Weimarer Republik. Fehrenbach war von 1903 bis zu seinem Tod Mitglied des Reichstages, von Juni bis November 1918 dessen Präsident sowie von Februar 1919 bis Juni 1920 Präsident der Weimarer Nationalversammlung.

## Herkunft und Beruf
Constantin Fehrenbachs Vater, Johann Georg Fehrenbach, war Dorfschullehrer. Constantin Fehrenbachs Mutter hieß Rosina geborene Gruseck.
Entsprechend der katholischen Weltanschauung seiner Eltern sollte er Priester werden. Seit 1865 besuchte er das Freiburger Knabenkonvikt (Berthold-Gymnasium), wo er 1871 das Abitur machte. Anschließend nahm er das Studium der katholischen Theologie an der Universität Freiburg auf. Dort erlangte er bald die Einsicht, dass der Zölibat nicht die geeignete Lebensform für ihn war. Daher brach er 1874 das Theologiestudium ab und wechselte zur Juristischen Fakultät. Während seiner Studienzeit trat er der KDStV Hercynia Freiburg im CV bei, die ihm den Zugang zu bürgerlichen Honoratiorenkreisen ermöglichte. 1879 bestand er das Referendarexamen, im selben Jahr heiratete er Marie Hossner (1855–1921), Tochter eines Rechtsanwaltes. Aus der Ehe ging eine Tochter hervor, welche in den Jahren 1926 bis 1930 mit dem Politiker und Jurist Prof. Dr. Karl Hettich liiert war, welchen sie während seines Studiums der Rechtswissenschaften in Freiburg kennengelernt hatte. Dies geht aus einem Brief hervor. 
Fehrenbach war auch Mitglied der KAV Suevia Berlin im CV.

Fehrenbach im Jahr 1882

Nach Referendariat und Assessorexamen ließ er sich 1882 als Rechtsanwalt in Freiburg nieder, wobei er überwiegend als Strafverteidiger tätig war. Bald war er gesellschaftlich im städtischen Bildungsbürgertum etabliert und betätigte sich politisch auf Lokalebene.

## Politik auf Kommunal- und Landesebene
Fehrenbach zog 1884 für das Zentrum in die Stadtverordnetenversammlung Freiburgs ein. Als Vorsitzender des Münsterbauvereins und 1. Präsident des Freiburger Männergesangvereins war er in seiner Heimat fest verankert. Von 1885 bis 1887 war er Abgeordneter in der Zweiten Kammer der Ständeversammlung des Großherzogtums Baden. Er schied jedoch wegen Differenzen in kirchenpolitischen Angelegenheiten mit seiner Partei aus dem Parlament wieder aus.
Im zweiten Anlauf kehrte er 1901 auf die Bühne der badischen Landespolitik zurück, wo er bis 1913 die Interessen seiner Wähler vertrat. Seine Fähigkeit, zwischen den Parteien ausgleichend zu wirken, bewährte sich diesmal an der Frage des politischen Katholizismus. 1907 wurde er mit großer Mehrheit des Zentrums, der Konservativen und der Liberalen zum Präsidenten der Zweiten Kammer in Baden gewählt und blieb in dieser Funktion bis 1908. Lediglich die SPD-Fraktion stimmte gegen ihn, die in ihm nur einen weiteren Vertreter des monarchischen Staates sah.

## Reichstagsabgeordneter

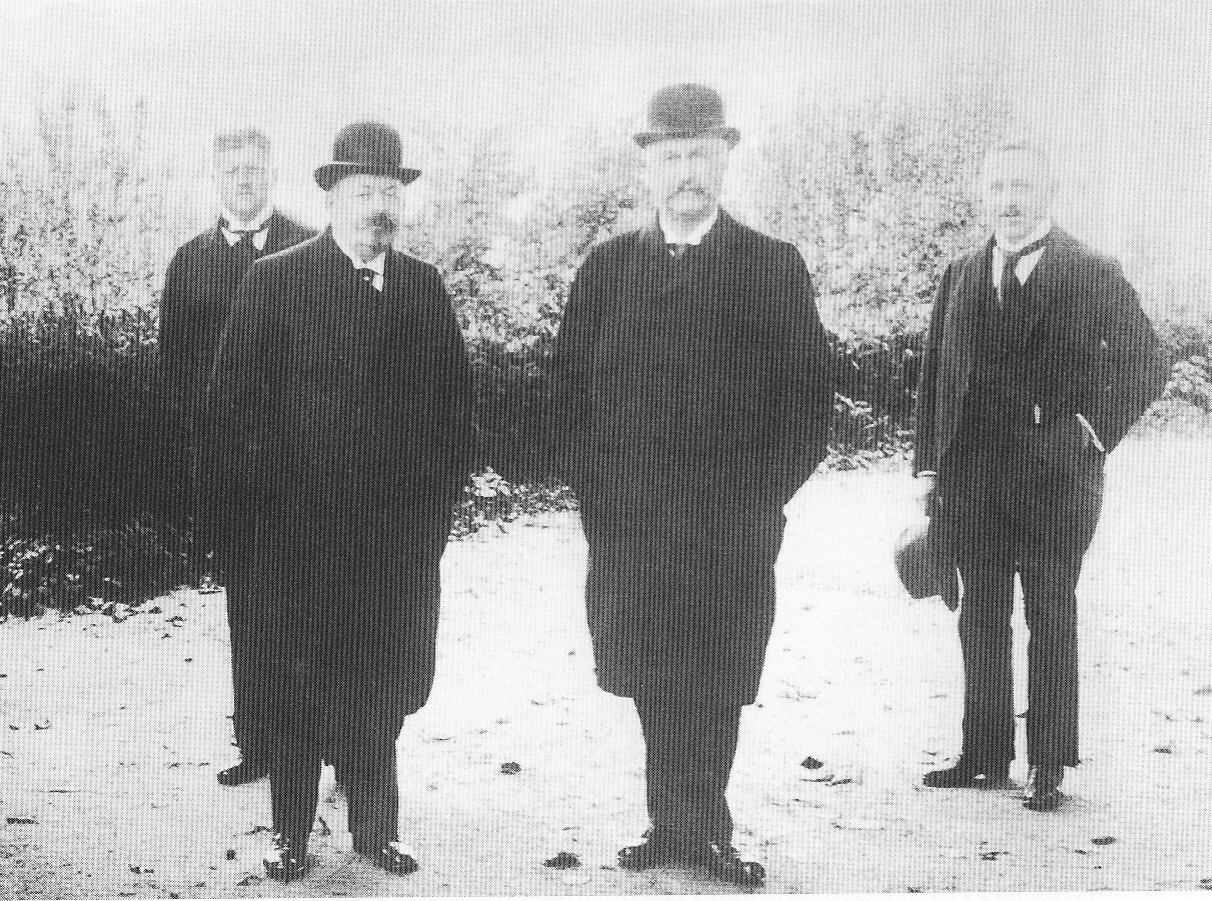
Reichskanzler Fehrenbach (3.v.l.) mit Reichspräsident Friedrich Ebert

Seit der Reichstagswahl 1903 gehörte Fehrenbach zudem für den Wahlkreis Ettenheim-Lahr dem Reichstag als Zentrumsabgeordneter an. 1909 war er ausgesprochener Befürworter des neuen Reichskanzlers, Theobald von Bethmann Hollweg. Am 3. Dezember 1913 wurde Fehrenbach durch nur eine Rede in ganz Deutschland berühmt. Im Zuge der Zabern-Affäre, die durch Übergriffe in der elsässischen Stadt Zabern ausgelöst worden war, wandte er sich gegen den Generalstab und hielt ein viel beachtetes, eindrückliches Plädoyer für einen Verfassungsstaat und gegen das Militär als Staat im Staate. In seiner Überzeugung erhielt Fehrenbach breite Zustimmung von Zentrum, SPD und Fortschrittlicher Volkspartei. Richtete sich in dieser Frage seine Kritik auch gegen den Kanzler Bethmann Hollweg, so stand Fehrenbach in der Außen- und Reformpolitik voll hinter diesem.
Während des Weltkrieges war er als Vorsitzender des zentralen Hauptausschusses des Reichstages eine wichtige Stütze der Bethmannschen Burgfriedenspolitik. Am 8. Juni 1918 wurde Fehrenbach zum Reichstagspräsidenten gewählt. In den Reformen zur Parlamentarisierung (Osterbotschaft) sah er den Umbau des Reiches zur parlamentarisch-demokratischen Monarchie vollendet. So erschütterte der Sturz der Monarchie im November 1918 den überzeugten Unterstützer eines fortschrittlichen, parlamentarischen Kaisertums zutiefst. Sein Versuch, den alten Reichstag einzuberufen, um die Monarchie zu erhalten, scheiterte am Widerspruch des Rates der Volksbeauftragten.
Dennoch erkannte die Weimarer Nationalversammlung Fehrenbach als ihren Präsidenten an, da sich dieser, abseits von Fragen der Staatsform, für einen demokratischen Rechtsstaat ausgesprochen hatte. Eigentlich war für dieses Amt Eduard David bereits gewählt worden, doch trat dieser nach Protest der Zentrumsfraktion, die die drei wichtigsten Ämter (Reichspräsident, Reichsministerpräsident und Präsident der Nationalversammlung) nicht allesamt der SPD überlassen wollte, zurück.

## Kanzlerschaft

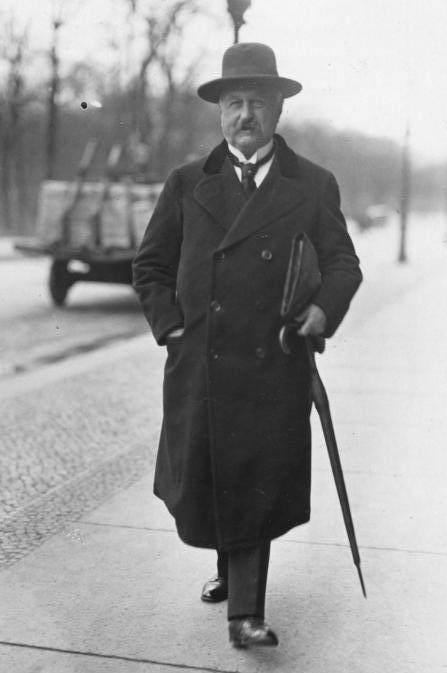
Constantin Fehrenbach (1921)

Die Reichstagswahl 1920 sorgte für den Zusammenbruch der Weimarer Koalition, da die SPD erhebliche Stimmenanteile an ihre linke Konkurrenzpartei USPD verlor. So kam ein bürgerliches Minderheitskabinett aus Zentrum, DDP und DVP zustande, das in jeder zentralen Frage auf die Unterstützung der SPD angewiesen war. Für diese Koalition wurde ein Mann des Ausgleichs gesucht, den man im 68 Jahre alten Parlamentspräsidenten Constantin Fehrenbach fand. Fehrenbach nahm das Angebot nach Zögern an.
Die wichtigste Aufgabe seiner Kanzlerschaft war die Erfüllung des Versailler Vertrages. Dieser legte allerdings nur die Rahmenbedingungen für mehrere Konferenzen, die sich mit der Frage der Reparationen beschäftigten. Auf der Konferenz von Spa vom 5. bis 16. Juli 1920, an der erstmals Vertreter Deutschlands teilnehmen durften, leitete Reichskanzler Fehrenbach die deutsche Delegation. In seiner Ansprache an die Vertreter der Entente forderte er, dem Deutschen Reich statt der im Versailler Vertrag vorgesehenen Verringerung der Heeresstärke auf 100.000 Mann wenigstens das Doppelte zuzugestehen. Die zeitgleich erfolgenden Volksabstimmungen über den Verbleib der ost- und westpreußischen Abstimmungsgebiete Allensteins und Marienwerders bei Deutschland und diejenige in Oberschlesien zur gleichen Frage ergaben eine große Mehrheit für die Erhaltung der Gebietssituation.
Auf den Konferenzen in Paris und London wurden Anfang 1921 die Gesamthöhe und Modalitäten der Reparationszahlungen diskutiert. Fehrenbach protestierte mit seinem Außenminister Walter Simons gegen die Politik der Siegermächte, worauf diese mit der Besetzung von rechtsrheinischen Brückenköpfen reagierten. Dennoch erreichte Fehrenbach mit der deutschen Delegation, dass die Summe der Reparationszahlungen im Vergleich zu der im Versailler Vertrag vorgesehenen gesenkt wurde. Die Entente stellte, um Deutschland zur Akzeptanz der Reparationsforderungen zu zwingen, das Londoner Ultimatum. An der Frage der Annahme des Ultimatums zeigten sich die Gegensätze innerhalb der Koalition der politischen Mitte erstmals in aller Deutlichkeit. Fehrenbach gelang es nicht, diese zu überbrücken, und trat daher am 4. Mai 1921 nach fast einem Jahr Kanzlerschaft mit seinem Kabinett zurück.

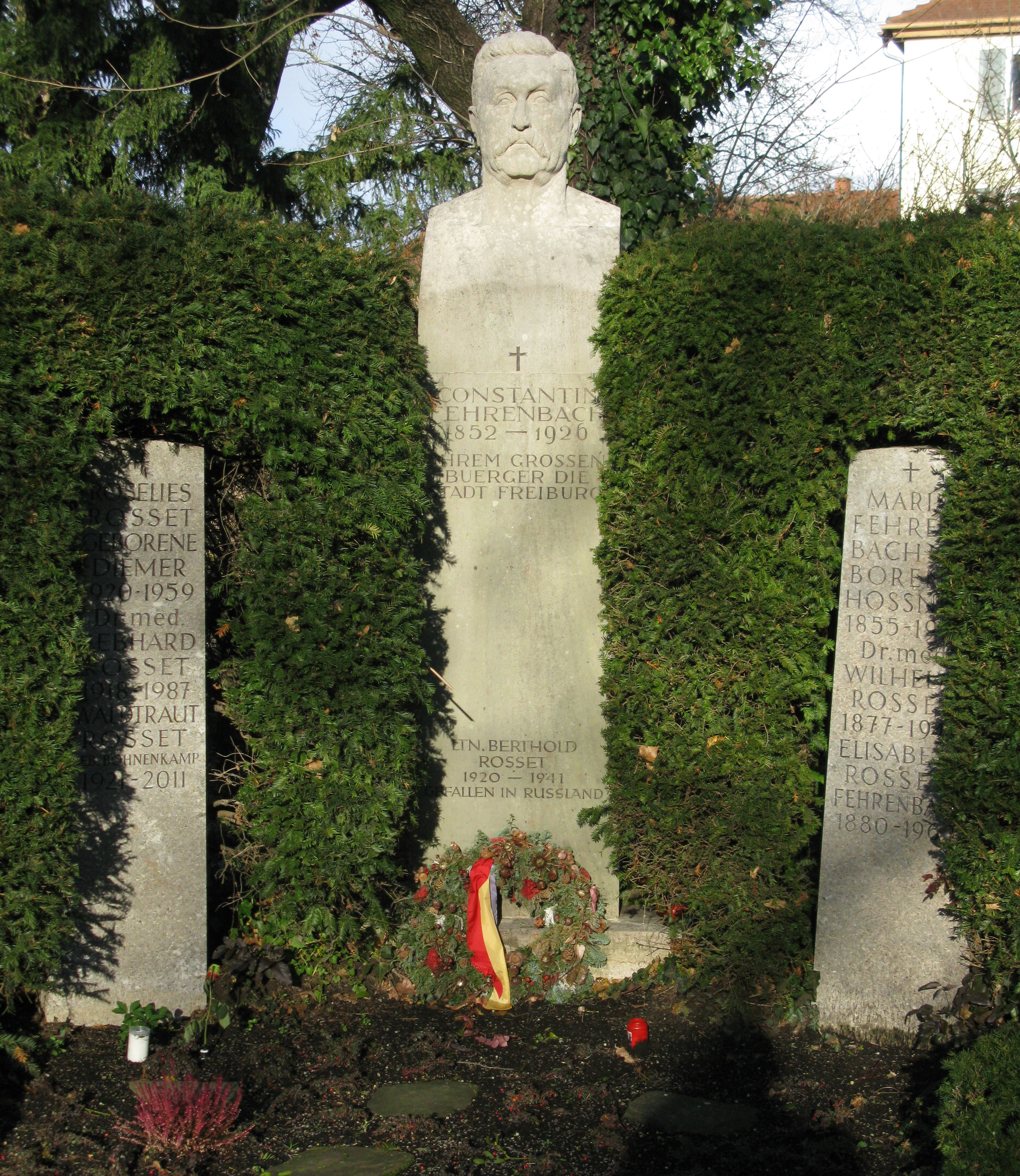
Grab Fehrenbachs auf dem Freiburger Hauptfriedhof mit einem Kranz der Hercynia Freiburg.

## Nach der Kanzlerschaft
Nach seinem Rücktritt als Reichskanzler blieb Constantin Fehrenbach politisch aktiv. Durch den Mord an Außenminister Walther Rathenau schockiert, übernahm er 1923 den stellvertretenden Vorsitz des Vereins zur Abwehr des Antisemitismus. Als Reaktion auf die Fememorde unterstützte der überzeugte Demokrat die Gründung des Reichsbanners Schwarz-Rot-Gold 1924. Bis zu seinem Tode behielt Fehrenbach den Vorsitz der Zentrumsfraktion im Reichstag.
Am 26. März 1926 starb Constantin Fehrenbach in Freiburg im Alter von 74 Jahren. Als Ehrenbürger der Stadt Freiburg im Breisgau wurde Fehrenbach in einem Ehrengrab auf dem Freiburger Hauptfriedhof beigesetzt, das eine Porträtbüste von Emil Stadelhofer ziert.

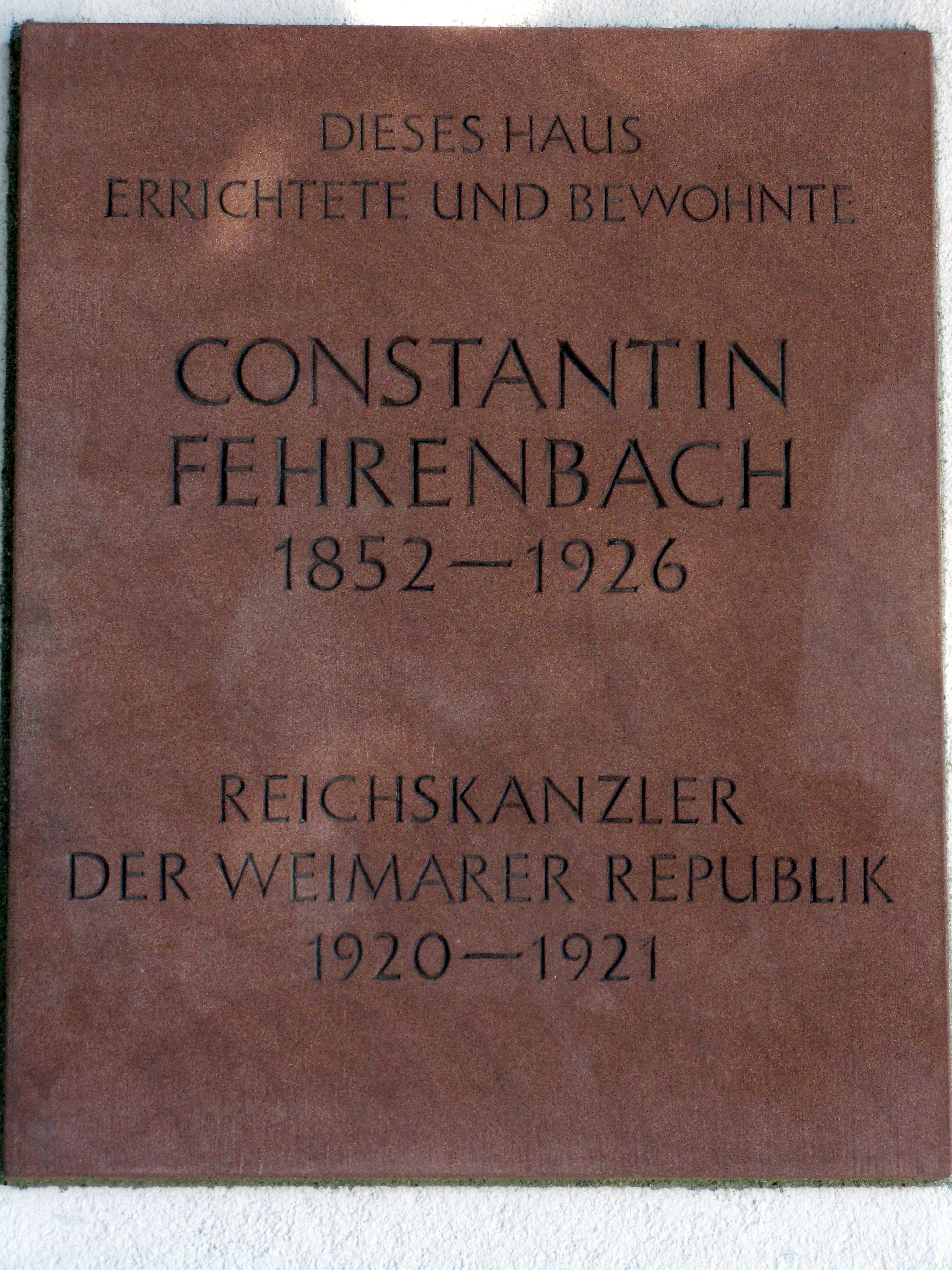
Gedenktafel am ehemaligen Wohnhaus Fehrenbachs in Freiburg

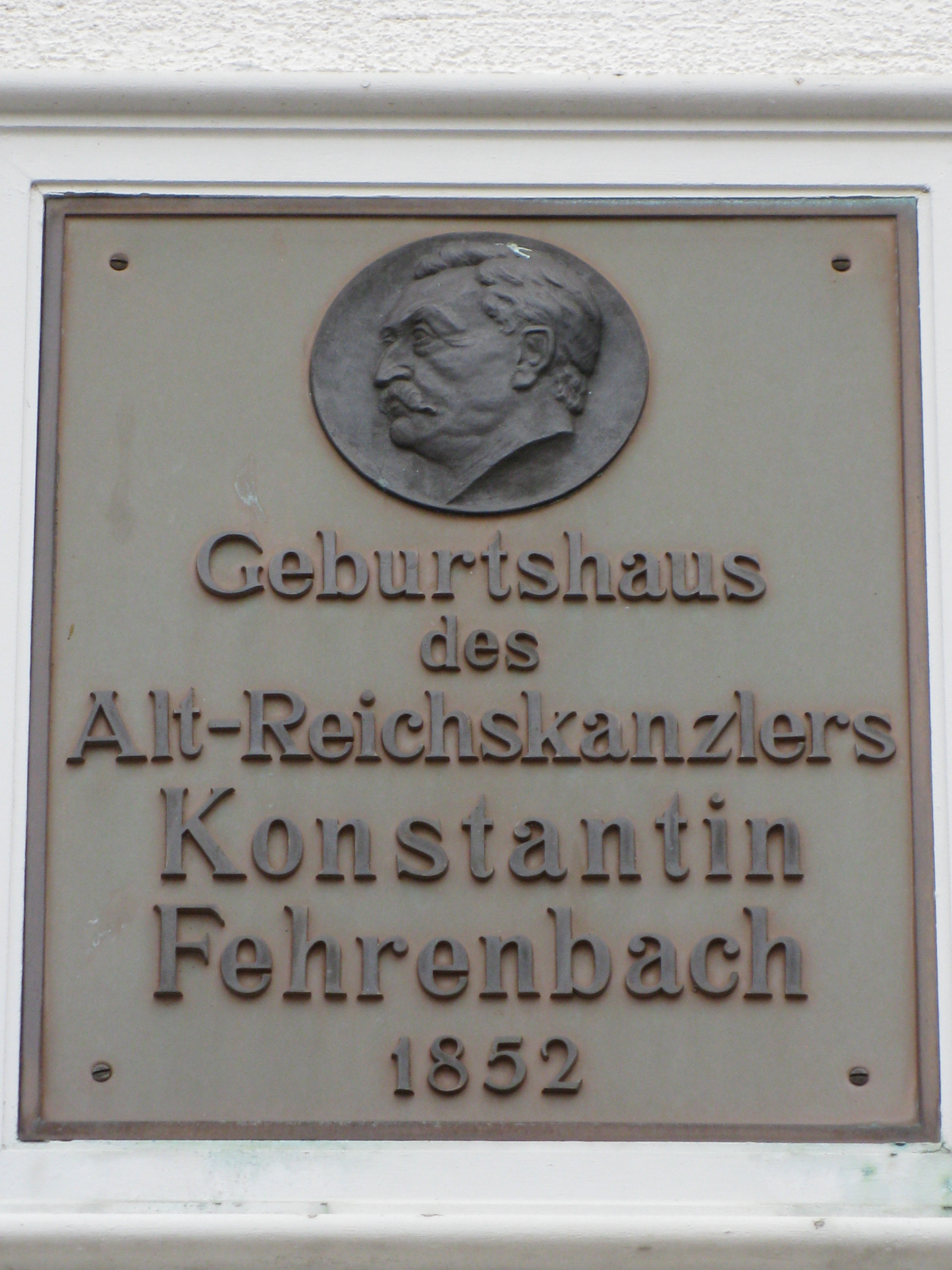
Gedenktafel am Geburtshaus in Wellendingen

Sein Nachlass befindet sich im Generallandesarchiv Karlsruhe. Fehrenbachs Tochter heiratete Wilhelm Rosset. Deren Sohn Clemens Rosset (1911–2008) war ebenfalls Anwalt und Namensgeber der Freiburger Kanzlei Rosset, Merz & Partner. Die Kanzlei befindet sich in Fehrenbachs denkmalgeschütztem Freiburger Wohnhaus Schwarzwaldstraße 1, wo bereits Fehrenbachs Schwiegervater, Felix Hossner, als Anwalt tätig gewesen war und auch Fehrenbach seine Rechtsanwaltspraxis hatte. An diesem Haus wurde 2013 eine Gedenktafel angebracht.
Eine weitere Gedenktafel findet sich in seinem Geburtsort Wellendingen, der heute zu Bonndorf im Schwarzwald gehört. Auf dieser Tafel wird sein Vorname, ebenso wie auf dem Schild zur dort nach ihm benannten Straße, mit K geschrieben. Diese Schreibweise war auch in der zeitgenössischen Presse verbreitet und ist auch in den Akten der Reichskanzlei und in der historischen Fachliteratur geläufig.
In Freiburg im Breisgau ist die Fehrenbachallee nach Konstantin Fehrenbach benannt.